# IC 4928
IC 4928 — галактика типу S (спіральна галактика) у сузір'ї Октант.
Цей об'єкт міститься в оригінальній редакції індексного каталогу.